# Lewis John Carlino
Lewis John Carlino (New York, 1º gennaio 1932 – Whidbey Island Station, 17 giugno 2020) è stato uno sceneggiatore, regista e drammaturgo statunitense.

## Biografia
Italo-americano di New York, nel corso della sua carriera realizzò numerosi film per il cinema, spettacoli teatrali e produzioni televisive. Nel 1983, dopo aver diretto tre celebri lungometraggi, decise di abbandonare la carriera da regista per dedicarsi esclusivamente alla sceneggiatura.

## Filmografia

### Regista
- I giorni impuri dello straniero (The Sailor Who Fell from Grace with the Sea) (1976)
- Il grande Santini (The Great Santini) (1979)
- Class  (1983)

### Sceneggiatore

#### Cinema
- Operazione diabolica (Seconds), regia di John Frankenheimer (1966)
- La volpe (The Fox), regia di Mark Rydell (1967)
- La fratellanza (The Brotherhood), regia di Martin Ritt (1968)
- Un rantolo nel buio (Reflection of Fear), regia di William Fraker (1972)
- Professione: assassino (The Mechanic), regia di Michael Winner (1972)
- Crazy Joe, regia di Carlo Lizzani (1974)
- I giorni impuri dello straniero, regia di Lewis John Carlino (1976)
- I Never Promised You a Rose Garden, regia di Anthony Page (1977)
- Il grande Santini, regia di Lewis John Carlino (1979)
- Resurrection, regia di Daniel Petrie (1980)
- L'estate stregata (Haunted Summer), regia di Ivan Passer (1988)
- Professione assassino (The Mechanic), regia di Simon West (2011)
- Snowangel, regia di Nick Bird - cortometraggio (2013)
- Mechanic: Resurrection, regia di Dennis Gansel (2016)

#### Televisione
- CBS Repertoire Workshop - serie TV, 1 episodio (1960)
- Johnny Midnight - serie TV, 1 episodio (1960)
- Route 66 - serie TV, 1 episodio (1963)
- Tupp tupp men ingen höna - film TV (1966)
- Prodajem stara kola - film TV (1968)
- Zid i ruza - film TV (1970)
- In Search of America - film TV (1971)
- Onora il padre (Honor Thy Father) - film TV (1973)
- Doc Elliot – serie TV, 15 episodi (1973–1974)
- Dove sono gli altri? (Where Have All the People Gone) - film TV (1974)
- Resurrection - film TV (1999)

## Teatro
- Junk Yard (1959)
- Mr. Flannery's Ocean (1961)
- Objective Case (1961)
- High Sign (1962)
- Sarah and the Sax (1962)
- Snowangel (1963)
- Epiphany (1963)
- Telemachus (1963)
- Doubletalk (1964)
- The Dirty Old Man (1964)
- Telemachus Clay (1967)
- The Exercise (1968)

## Riconoscimenti
- Premio Oscar
  - 1978: Candidatura alla migliore sceneggiatura non originale per I Never Promised You a Rose Garden
- Golden Globe
  - 1968: Candidatura alla migliore sceneggiatura per La volpe
- Saturn Award
  - 1981: Candidatura alla migliore sceneggiatura per Resurrection
- Writers Guild of America Award
  - 1969: Candidatura alla miglior sceneggiatura originale per La fratellanza
  - 1978: Candidatura alla miglior sceneggiatura adattata per I Never Promised You a Rose Garden
  - 1981: Candidatura alla miglior sceneggiatura adattata per Il grande Santini